# Chronologie de la guerre israélo-arabe de 1948
Cet article présente la chronologie de la Guerre israélo-arabe de 1948.
* Protagonistes de la guerre israélo-arabe de 1948 traite des participants ;
* Guerre civile de 1947-1948 en Palestine mandataire traite de la période du 30 novembre 1947 au 14 mai 1948 ;
* Guerre israélo-arabe de 1948-1949 traite des événements du 15 mai 1948 au 20 juillet 1949.
La Guerre israélo-arabe de 1948, également nommée Guerre de 1948, Guerre de Palestine de 1948,, Guerre d'indépendance ou Guerre de la Libération et al-Naqba (« la Catastrophe ») fait référence à la guerre qui mena à la fondation de l'État d'Israël et à la naissance du problème des réfugiés palestiniens,. Elle marque également le début de l'exode des communautés juives du monde arabe,,
C'est la première guerre des conflits israélo-arabe et israélo-palestinien. Elle débute le lendemain du vote du Plan de partage de la Palestine le 30 novembre 1947 et se termine par les accords d'armistice entre Israël et ses voisins arabes dont le dernier est signé le 20 juillet 1949.

## Conflit arabo-sioniste en Palestine mandataire
- Fin du XIXe siècle

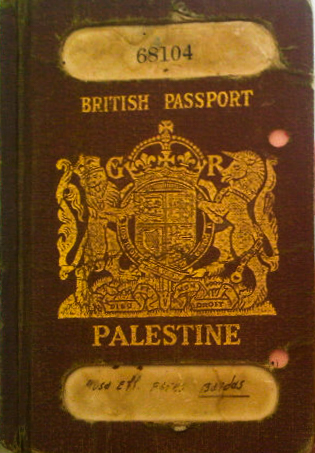
de 1918 à 1948, les Britanniques administrent et développent la Palestine. Ils sont confrontés à la lutte et aux violences de plus en plus fortes entre les Juifs sionistes et les Arabes palestiniens dont les revendications sont inconciliables. En février 1947, ils remettent leur mandat à l'ONU qui 9 mois plus tard vote un Plan de Partage de la Palestine.

  - Naissance du mouvement sioniste prônant l'immigration en Terre d'Israël / Palestine
  - Mouvement des Amants de Sion et Première Aliyah
  - Naissance du sentiment nationaliste parmi les arabes palestiniens en Palestine ottomane.
- Première Guerre mondiale
  - 1916 : Accords Sykes-Picot ; Britanniques et Français se partagent le Moyen-Orient.
  - 1917 : Grande révolte arabe de 1916-1918 contre les Ottomans en échange duquel les Britanniques leur promettent l'indépendance sur les territoires libérés.
  - 1917 : Lord Balfour déclare que le gouvernement britannique est favorable à l'établissement d'un « foyer national pour le peuple juif » en Palestine. À chaque anniversaire de la déclaration, les Arabes de Palestine manifesteront à Jérusalem pour s'opposer à la déclaration.
  - 1918 : Conquête de la Palestine par les Britanniques.
  - 1919 : Accord Fayçal-Weizmann de 1919 par lesquels Fayçal accepte de soutenir l'établissement d'un foyer national juif en Palestine si les Britanniques tiennent leurs promesses d'indépendance envers les Arabes.
- Confrontation entre Juifs sionistes et Arabes palestiniens
  - Avril 1920 : Émeutes de Jérusalem de 1920
  - Avril 1920 : La Conférence de San Remo donne un mandat aux Britanniques sur la Palestine et la Transjordanie (officialisé en 1923).
  - Juillet 1920 : Début de l'administration civile de la Palestine. Le premier Haut-Commissaire, Herbert Samuel est un juif britannique pro-sioniste.
  - Juillet 1920 : Fayçal est chassé de Damas par les Français. Le rêve d'une Grande Syrie s'effondre et les aspirations nationalistes des Arabes de Palestine se tournent vers la seule Palestine.
  - 1921 : Émeutes de Palestine de 1921
  - 1921 : Fondation de la Haganah, la milice paramilitaire juive.
  - 1929 : Fondation de l'Agence juive qui fait office d'exécutif juif sioniste en Palestine.
  - 1929 : Massacre d'Hébron (1929). Scission au sein de la Haganah entre ceux qui prônent le retenue et ceux qui estiment que la paix est impossible avec les Arabes et qui fondent l'Irgoun.
- 1936-1939 : Grande Révolte arabe en Palestine contre les Britanniques et l'immigration sioniste
  - 1935 : Le leader religieux Izz al-Din al-Qassam lance la révolte armée contre les Britanniques dans le nord de la Palestine. Amin al-Husseini refuse de la suivre. al-Qassam est abattu par les Britanniques en 1936 et la révolte gagne tout le pays.
  - 1936 : Fondation du Haut Comité arabe qui fait office d'exécutif arabe palestinien mis hors-la-loi par les Britanniques en 1937.
  - Grèves, guérilla et attaques arabes dans toute la Palestine ; entrée de volontaires arabes des pays voisins.
  - Terrorisme de l'Irgoun contre les Arabes dans les localités mixtes.
  - Développement des forces paramilitaires juives (Fosh, Notrim, Special Night Squads, Hish, ...) avec le soutien britannique.
  - Les milices arabes palestiniennes sont anéanties et les leaders déportés.
  - Le principal leader arabe palestinien, Amin al-Husseini, trouve refuge en Allemagne nazie.
- 1939 : En réponse aux revendications arabes, les Britanniques publient un livre blanc qui annonce la limitation de l'immigration sioniste et l'indépendance de la Palestine en tant qu'État unitaire dans les 10 ans - L'Agence juive rejette le plan. L'Irgoun entre en insurrection.
- Seconde Guerre mondiale.
  - L'Agence juive se range dans le camp allié - Trêve de l'Irgoun mais certains continuent le combat au sein du Lehi qui cherche à établir une alliance avec l'Axe - Amin al-Husseini collabore avec les Nazis.
  - Une force d'élite juive, le Palmah, est mise sur pied avec le soutien des Britanniques ; la Brigade juive palestinienne combat aux côtés des alliés en Italie - la Légion arabe transjordanienne est transformée en force d'élite par les Britanniques en particulier lors de la Guerre anglo-irakienne de 1941.
  - 1941 : Lors de la conférence de Biltmore, l'Agence juive annonce revendiquer l'entièreté de la Palestine pour former le futur État juif.
  - Shoah : 6 000 000 de Juifs périssent dans les Camps d'extermination nazis.
  - La Palestine prospère en tant que base arrière et centre de production des forces alliées.
- 1944-47 : Reprise de l'insurrection juive contre les Britanniques.
  - Les Britanniques déploient 100 000 hommes en Palestine pour y maintenir l'ordre. La population totale est à l'époque de 2 000 000 âmes
  - 1946 : Opération Agatha - Attentat de l'hôtel King David
  - 1946 : Les Britanniques accordent l'indépendance à l'Émirat de Transjordanie
  - Février 1947 : les Britanniques remettent leur mandat à l'ONU.
- 1947 : L'UNSCOP étudie la « Question de la Palestine » et propose un partage entre Juifs et Arabes.

## Guerre civile

### Montée de la violence (30/11/1947 - 31/03/1948)
- 30/11/1947 : L'ONU vote la Résolution 181 du Plan de Partage de la Palestine proposé par l'UNSCOP.
- 01/12/1947 : Grève générale décrétée par la Haut Comité arabe.
- 12/1947 - 03/1948 : Irréguliers arabes et milices juives s'affrontent de plus en plus violemment ; harcèlement du trafic par les irréguliers arabes.
- 12/1947 - 05/1948 : Les Britanniques organisent leur évacuation de Palestine ainsi que la fin du mandat prévu au plus tard pour août. Ils n'assurent plus l'ordre et la sécurité. La violence explose.
- 1/12/1947 : La Haganah et le Palmach totalisent 5 000 hommes sous les drapeaux et environ 30 000 réservistes ou miliciens en garnison. Les milices palestiniennes totalisent environ 10 000 hommes.
- 30/01/1948 : Un rapport de l'ONU décompte près de 1 000 morts et 2 000 blessés sur les 2 premiers mois d'affrontements[9].
- 12/1947 - 03/1948 : Première phase de l'exode palestinien
- 01/1948 - 03/1948 : Entrée en Palestine des volontaires arabes de l'Armée de libération arabe placée sous la tutelle de la Ligue arabe.
- 01/1948 - 03/1948 : Siège de la Jérusalem juive et des implantations isolées par la Jaysh al-Jihad al-Muqaddas, la milice arabe palestinienne.
- 31/03/1948 : On décompte plus de 2 000 morts et 4 000 blessés en 4 mois[10].

### Offensive de la Haganah (01/04/1948 - 14/05/1948)

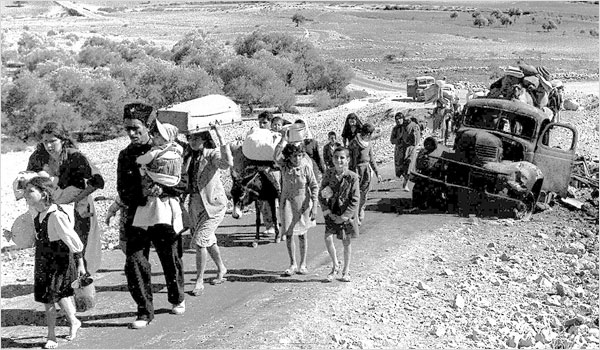
Début avril, 45 jours avant la fin du mandat, la Haganah passe à l'offensive et prend le contrôle des centres urbains et de plusieurs régions. Ces actions permettent de désenclaver le territoire sous son contrôle (à l'exception de Jérusalem et du Néguev) en prévision de l'entrée en guerre probable des pays arabes voisins. Plusieurs massacres se produisent. Les forces palestiniennes sont anéanties et la société arabo-palestinienne s'effondre. La population fuit en masse ou est expulsée quand elle ne fuit pas.

- 04/1948 - 14/05/1948 : Offensive de la Haganah et des organisations armées juives.
- 05/04/1948 : L'ordre de mobilisation générale est lancé pour tous les hommes du Yichouv de moins de 40 ans[11].
- 01/04/1948 - 20/04/1948 : Opération Nahshon - Ravitaillement de Jérusalem-ouest - le blocus se remet en place ensuite.
- 08/04/1948 : Mort d'Abd al-Kader al-Husseini, commandant des forces arabes palestiniennes
- 09/04/1948 : Massacre de Deir Yassin (une centaine de morts). Les forces paramilitaires de l'Irgoun et de Lehi attaquent le village de Deir Yassin et y massacrent des civils survivants ; l'annonce provoque la panique parmi la population civile palestinienne.
- 13/04/1948 : Massacre du convoi de l'hôpital Hadassah (80 morts). Un convoi d'ambulances et de soldats juifs destinés à l'enclave du Mont Scopus est attaqué et détruit.
- 04/1948 - 15/05/1948 : Prise de plusieurs centres urbains de Palestine par la Haganah et l'Irgoun : Tibériade, Haïfa, Jaffa (en territoire arabe), Safed, Beit-Shéan, Acre (en territoire arabe). Les villages arabes de la route de Jérusalem, du doigt de Galilée et de la plaine côtière sont attaqués. Les arabes palestiniens sont défaits et la population fuit ou est expulsée quand elle ne fuit pas.
- 04/1948 - 06/1948 : Effondrement de la société arabo-palestinienne et seconde phase de l'exode palestinien.
- 10/05/1948 : Échec de la rencontre entre Golda Meir et Abdallah Ier de Jordanie en vue de trouver un accord entre Israël et la Jordanie pour éviter la guerre.
- 10/05/1948 : Offensive de la Haganah à Jérusalem en vue de conquérir les lieux stratégiques évacués par les Britanniques. 3 mois plus tôt, les Britanniques ont néanmoins assuré le roi de Transjordanie de leur soutien dans ses ambitions d'annexion du territoire palestinien dévolu aux Arabes pour autant qu'il n'attaque pas l'État juif.
- 13/05/1948 : Massacre de Kfar Etzion. Les implantations de Kfar Etzion se trouvent au cœur du territoire dévolu par le Plan de Partage et contrôle la route stratégique en Hébron et Jérusalem. 2 jours avant la fin de mandat britannique, la Légion arabe et des irréguliers arabes attaquent les implantations. Les combattants juifs faits prisonniers seront massacrés après la bataille.
- 14/05/1948 : Le Haut-Commissaire britannique quitte Jérusalem. Fin du mandat.
- 14/05/1948 : Déclaration d'indépendance de l'État d'Israël.

## Entrée en guerre des armées arabes

### Offensive arabe (15/05/1948 - 11/06/1948)
- 15/05/1948 - 11/07/1948 :
La Légion arabe se déploie dans le sud de la Samarie et la Judée (en territoires arabes) ;
Les forces irakiennes échouent dans leur attaque contre Gesher et se redéploient dans le nord de la Samarie ;
Les forces syriennes prennent pied en territoire israélien, au nord du Lac de Galilée, puis sont bloquées ;
Les forces égyptiennes longent la côte et attaquent les implantations juives. Elles sont arrêtées à Ashdod ; 
L'Armée de libération arabe se redéploie en Galilée.
- 17/05/1948 : La Légion arabe se déploie en force à Latroun et bloque la route de Jérusalem-ouest.
- 19/05/1948 : La Légion arabe attaque les forces israéliennes dans le corpus separatum de Jérusalem.
- 22/05/1948 : L'ONU propose un cessez-le-feu qui sera mis en place à partir du 11 juillet[12].
- 23/05/1948 : La Brigade Alexandroni lance l'Opération Namal visant à prendre les villages arabes au Sud de Haïfa. Massacre controversé d'al-Tantoura.
- 24/05/1948 : Échec du premier assaut israélien sur Latroun (Opération Ben Nun)
- 31/05/1948 : Échec du second assaut israélien sur Latroun (Opération Ben Nun Bet)
- 08/06/1948 : Échec du troisième assaut israélien sur Latroun (Opération Yoram) ; La « Route de Birmanie » permet néanmoins de lever le siège de Jérusalem et de ravitailler la ville en armes, eau et nourriture.
- 08/06/1948 : Les 4 semaines de combats font 1600 victimes côté israélien et 1400 côté arabe.

### Première trêve (11/06/1948 - 08/07/1948)
- xx/ : L'ONU décrète un embargo pour la fourniture d'armes à l'ensemble des belligérants.
- 21/06/1948 : Incident de l'Altalena[13].
- 08/07/1948 : Les Israéliens totalisent environ 60000 hommes sous les drapeaux[14].
- 08/07/1948 : Le médiateur de l'ONU, Folke Bernadotte, propose une nouveau plan de Partage qui attribue le Néguev à la Transjordanie et la Galilée à Israël.

### Campagne des 10 jours (08/07/1948 - 18/07/1948)
- 08/07/1948 : La Brigade Guivati lance l'opération Opération An-Far visant à repousser les Égyptiens au sud et désenclaver les forces de la Brigade HaNeguev. Les Égyptiens reculent mais la jonction n'est pas réalisée.
- 08/07/1948 : 5 brigades israéliennes participent à l'Opération Dani visant à prendre Lydda et Ramle. Les villes sont sans défense et tombent immédiatement. Les Israéliens y perpètrent un massacre dans une mosquée et expulsent des villes et villages avoisinant les 50 000 habitants.
- 08/07/1948 : 3 brigades israéliennes participent à l'opération Opération Dekel visant à prendre Nazareth et plusieurs villages de Galilée. L'Armée de libération arabe n'offre pas de résistance et fuit.
- 08/07/1948 : Les différentes offensives israéliennes provoquent la troisième phase de l'exode palestinien.
- 16/07/1948 et 18/07/1948 : Deux nouveaux assauts lancés contre Latroun échouent.
- 16/07/1948 : Les forces de l'Irgoun et du Lehi, soutenues par des unités de la Haganah lancent l'Opération Kedem visant à prendre Jérusalem-Est. L'opération échoue.

### Seconde trêve (18/07/1948 - 15/10/1948)
- 23/08/1948 - 21/10/1948 : L'Opération Avak permet l'acheminement et le renforcement des positions israéliennes encerclées dans le Néguev.
- 16/09/1948 : Folke Bernadotte propose officiellement son nouveau plan de partage. Il est assassiné le lendemain à Jérusalem par des hommes du Lehi.
- 15/10/1948 : Les Israéliens comptent 88000 hommes sous les drapeaux[15].

### Dernières opérations (16/10/1948 - 01/1949)
- 15/10/1948 : Les Israéliens lancent l'Opération Yoav. Les forces israéliennes du Néguev sont désenclavées. Plusieurs villages arabes sont conquis. Les habitants fuient ou sont expulsés.
- 28/10/1948 : Massacre d'al-Dawayima (80-200 morts).
- 28/10/1948 : Les Israéliens lancent l'Opération Hiram visant à conquérir la Galilée. L'Armée de libération arabe est mise en déroute. Des massacres sont commis à Eilaboun, Saliha, Safsaf, Jish, Houla, Majd al-Kouroum, Ba'na, Deir al-Assad et Arab al-Mawassa[16]. La population arabe fuit ou est expulsée. Les forces israéliennes pénètrent également au Liban et y conquièrent une dizaine de villages.
- 11/12/1948 : L'ONU adopte la résolution 194 décrétant le droit au retour des réfugiés palestiniens qui sera toujours refusé par Israël. Entre 700 000 et 750 000 Arabes Palestiniens sur les 900 000 qui vivaient avant 1948 dans les territoires qui forment Israël à l'issue de la guerre ont fui ou été expulsés[17],[16].
- 22/12/1948 : L'Opération Horev repoussent les Égyptiens hors du Néguev et au-delà du territoire attribué aux Juifs par le Plan de partage. Ces derniers se retranchent autour de Gaza. Les Israéliens pénètrent en territoire égyptien.
- 07/01/1949 : L'aviation israélienne abat plusieurs appareils britanniques.

### Accords d'armistice (23/03/1949 - 20/07/1949)
- 24/02/1949 : Accords d'armistice israélo-égyptiens.
- 05/03/1949 : Au cours de l'Opération Ouvda, les Israéliens prennent le contrôle de l'ensemble du Néguev en infraction selon les Égyptiens avec les Accords d'armistice.
- 23/03/1949 : Accords d'armistice israélo-libanais.
- 03/04/1949 : Accords d'armistice israélo-transjordaniens. Jérusalem est scindée en 2. La partie-ouest passe sous contrôle israélien tandis que passent sous contrôle transjordanien, Jérusalem-Est ainsi que les territoires à l'ouest du Jourdain restés sous contrôle arabe. La région du Petit triangle est cédée à Israël en échange de territoires dans la proximité d'Hébron.
- 20/07/1949 : Accords d'armistice israélo-syriens.